# Ятаганас, Константинос
Константинос Ятаганас (греч. Κωνσταντίνος Γιαταγάνας; 12 октября 1920, Афины — февраль 1997) — греческий легкоатлет, специалист по толканию ядра и метанию диска. Выступал за сборную Греции по лёгкой атлетике в 1940-х и 1950-х годах, победитель Средиземноморских игр, чемпион Балкан, участник двух летних Олимпийских игр.

## Биография
Константинос Ятаганас родился 12 октября 1920 года в Афинах, Греция. Занимался лёгкой атлетикой в столичном клубе «Этникос».
Благодаря череде успешных выступлений в 1948 году вошёл в состав греческой сборной и удостоился права защищать честь страны на летних Олимпийских играх в Лондоне — в финале толкнул ядро на 14,54 метра, расположившись в итоговом протоколе соревнований на девятой строке.
В 1950 году толкал ядро на чемпионате Европы в Брюсселе, в финал не вышел.
В 1951 году на Средиземноморских играх в Александрии одержал победу в толкании ядра и стал бронзовым призёром в метании диска.
Принимал участие в Олимпийских играх 1952 года в Хельсинки — в толкании ядра показал результат 14,05 метра, чего оказалось недостаточно для выхода в финал, тогда как в метании диска с результатом 46,23 в финале занял 15-е место.
В 1953 году в метании диска превзошёл всех соперников на домашнем чемпионате Балкан в Афинах.
В 1954 году толкал ядро и метал диск на чемпионате Европы в Берне, в обоих случаях выйти в финал не смог.
На Средиземноморских играх 1955 года в Барселоне выиграл бронзовую медаль в программе метания диска.
Умер в феврале 1997 года в возрасте 76 лет.